# Luxemburguismo

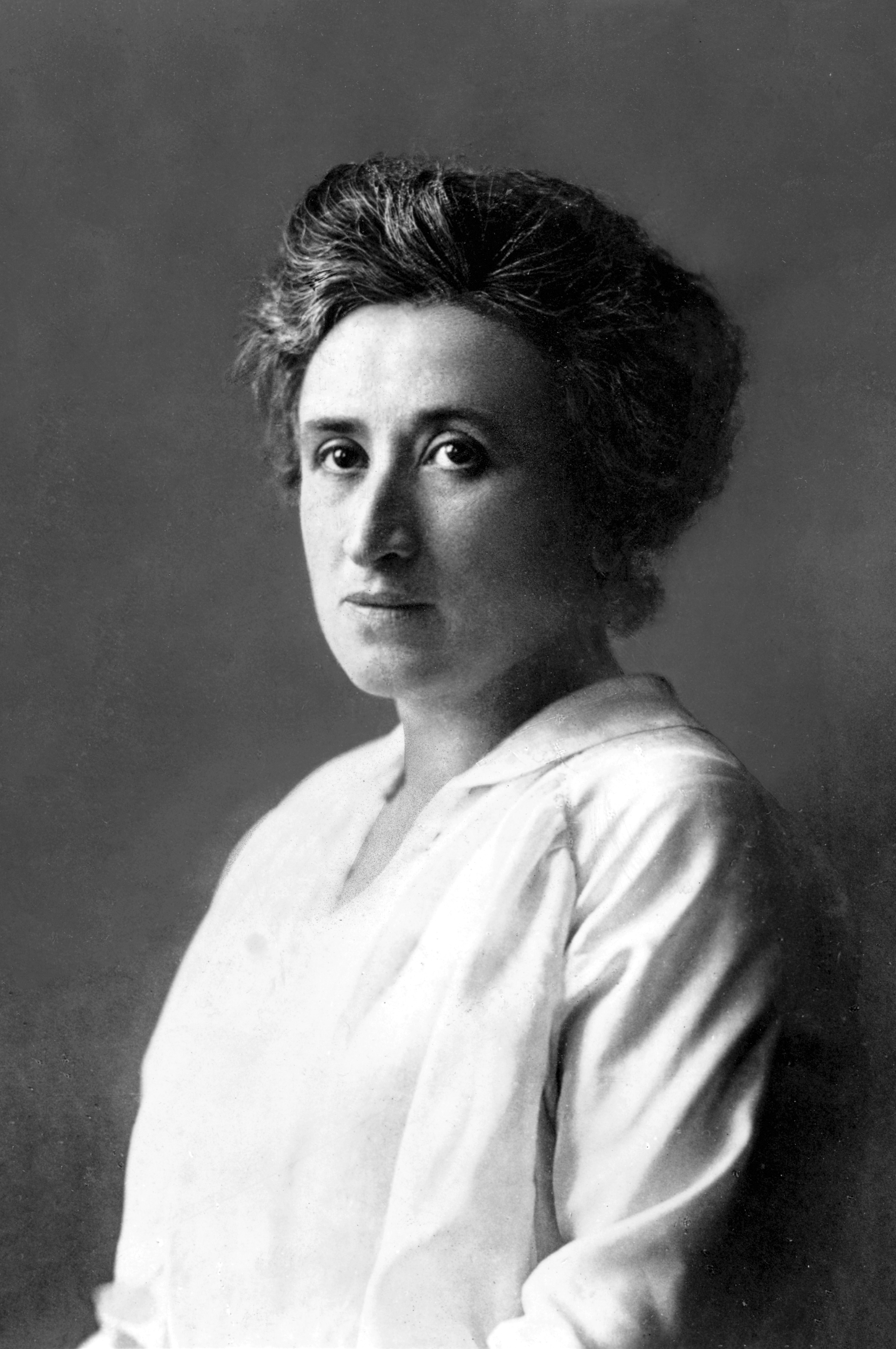
Rosa Luxemburgo, filósofa-marxista polaca-alemã

Luxemburguismo é uma corrente política marxista, que surgiu na Alemanha, no início do século XX. Também chamada espartaquismo, em razão de sua ligação com a Liga Espartaquista, esta corrente se inspira nas teorias de Rosa Luxemburgo e de Karl Marx.

## Definição
O termo foi usado pela primeira vez por líderes bolcheviques, denunciando os desvios dessa corrente em relação ao Leninismo. O luxemburguismo (ou espartaquismo) nasce com a posição de Rosa Luxemburgo que entrou em conflito com o revisionismo da social-democracia alemã e com o bolchevismo russo, se colocando na mesma posição que outras dissidências radicais do início do século XX.
A crítica à social-democracia é focada nas teses econômicas e políticas revisionistas, qualificadas de "oportunistas" e também no "cretinismo parlamentar" que lhe acompanha, retirando o caráter revolucionário da teoria de Marx. Rosa Luxemburgo entrou em várias polêmicas com Eduard Bernstein, principalmente em sua obra, Reforma ou Revolução? no qual contesta que as mutações do capitalismo tenha democratizado esse regime ou permitido a passagem pacífica para o socialismo, através das cooperativas e sociedade por ações. De acordo com Rosa Luxemburgo, sob o reformismo ... (o capitalismo) não é derrubado, mas é, pelo contrário, reforçado pelo desenvolvimento de reformas sociais que trazem benefícios ao operariado.
Em relação a Lênin, Rosa Luxemburgo irá criticar a concepção de partido de vanguarda, com o seu centralismo democrático, chamado por ela de burocrático, e visão de que a classe operária deve ser dirigida por tal partido. Além disso, em 1918, na prisão, também criticou Lênin e Trotsky pelo caráter anti-democrático que seguia a Revolução Russa e pela estratégia adotada por ambos.
Rosa Luxemburgo, ao lado de Karl Liebknecht, Leo Jogiches, Paul Levi, Clara Zetkin e Franz Mehring, entre outros, fundou a Liga Spartacus e participou da dissidência do Partido Social-Democrata Alemão, formando o Partido Social-Democrata Independente e, posteriormente, rompeu com este e ajudou na fundação do Partido Comunista Alemão, no qual atuava conjuntamente com os comunistas internacionalistas cujo mais conhecido representante era Otto Rühle, que depois iria aderir ao conselhismo. Ela foi assassinada em 1919 pelo exército durante a tentativa de Revolução Alemã.
A doutrina luxemburguista defende a espontaneidade revolucionárias das massas, defendendo o pressuposto já apresentado por Marx da "emancipação da classe operária pela própria classe operária". Ela sustentava que o movimento espontâneo do proletariado, fundado nas greves de massas, seriam o ponto de partida para a transformação socialista e, tal como concluiu a partir da emergência dos sovietes na Rússia e na Alemanha, a implantação dos conselhos operários enquanto forma de organização revolucionária do proletariado e da sociedade comunista. Em seu manifesto O Que Quer a Liga Spartacus?, defende uma república dos conselhos operários. O movimento socialista deveria se fundir com a experiência viva do movimento operário e expressar suas necessidades na luta contra o capitalismo. Esta teoria é complementada por uma teoria do capitalismo, inspirada em Marx e apresentada em sua obra A Acumulação de Capital, que aponta para uma acumulação de capital limitada, o que produz a necessidade do imperialismo e da produção de relações de produção não-capitalistas, mas que tende, apesar disso, a entrar numa crise mundial e abrir caminho para o comunismo.
A obra de Rosa Luxemburgo irá influenciar vários grupos e tendências. Para alguns, o luxemburguismo será o embrião do comunismo de conselhos. Vários intelectuais, militantes e grupos políticos irão se inspirar em Rosa Luxemburgo para defender um marxismo alternativo às tendências reformistas e leninistas. Entre os intelectuais influenciados por Rosa Luxemburgo, além do jovem Lukács, dos integrantes da Liga Spartacus, e dos comunistas de conselhos, também se encontra Lélio Basso, Lucien Laurat, Mário Pedrosa, Daniel Guérin, Raya Dunayevskaya, René Lefeuvre, Alain Guillerm, entre vários outros.

## Principais Obras de Rosa Luxemburgo
- A Acumulação de Capital
- Questões de Organização da Social-Democracia Russa
- Reforma ou Revolução
- A Revolução Russa
- Greve de massas, partido e sindicatos
- O Que Quer a Liga Spartacus?